# Dicranomyia (Dicranomyia) indefessa
Dicranomyia (Dicranomyia) indefessa is een tweevleugelige uit de familie steltmuggen (Limoniidae). De soort komt voor in het Oriëntaals gebied.